# FC Baník Ostrava
FC Baník Ostrava je češki nogometni klub iz grada Ostrave. Trenutačno se natječe u prvoj češkoj nogometnoj ligi.

## Vanjske poveznice
- Službene stranice